# Rect
Rectul (Rectum) (din latina rectum, de la rectus = rectiliniu, drept) este partea terminală a tubului digestiv, care continuă colonul sigmoid din dreptul vertebrei a 3-a sacrate și se termină cu anusul. Are 2 porțiuni, una superioară , mai dilatată și mai lungă,  numită ampula rectală (rectul propriu-zis, rectul pelvin), situată în curbura sacrului, alta inferioară, mai îngustă și mai scurtă, numită canalul anal (rectul perineal) cu o curbură cu orientare inversă. Nomenclatura Anatomică denumește prin rect doar porțiunea ampulară; canalul anal este considerat un segment independent, care formează ultima parte a tubului digestiv.
Rectul are un aparat sfincterian propriu format din sfincterul anal intern (involuntar) și sfincterul anal extern (striat, voluntar) cu o inervație complexă (simpatică, parasimpatică și somatică), prin care se reglează, pe de o parte, continența fecală (reținerea scaunelor și a gazelor intestinale, chiar și în condiții deosebite - diaree, efort fizic, lipsa toaletei) și pe de alta, evacuarea materiilor fecale din rect, prin actul defecației.

## Structura
Rectul uman are o lungime de 14 - 18 cm, având o formă curbă( și nu dreaptă, cum o spune definiția). Diametrul său variază de la 8 cm (la capătul superior al rectului) până la 4 cm (la capătul de jos al rectului). 

## Vascularizația

### Arterele
Rectul este vascularizat de următoarele artere:
-Artera rectală superioara cu originea în artera mezenterică inferioară
-Artera rectală medie cu originea în artera iliacă interna
-Artera rectală inferioară ramura din artera rușinoasa

### Venele
2 Plexuri hemoroidale extern si intern, care drenează in ;
Vena rectală superioară tributara venei porte
Vena rectală mijlocie tributara venei cave inferioare
Vena rectală inferioară, tributara venei cave inferioare

## Inervația
Inervația este asigurata de filete vegetative de origine simpatica si parasimpatica, respectiv din simpaticul lombosacrat si parasimpaticul sacral pentru rectul pelvin; si plexul sacral pentru rectul perineal.

## Funcții
- Depozitarea materiilor fecale;
- Eliminarea materiilor fecale.